# Orla (Perpinyà)

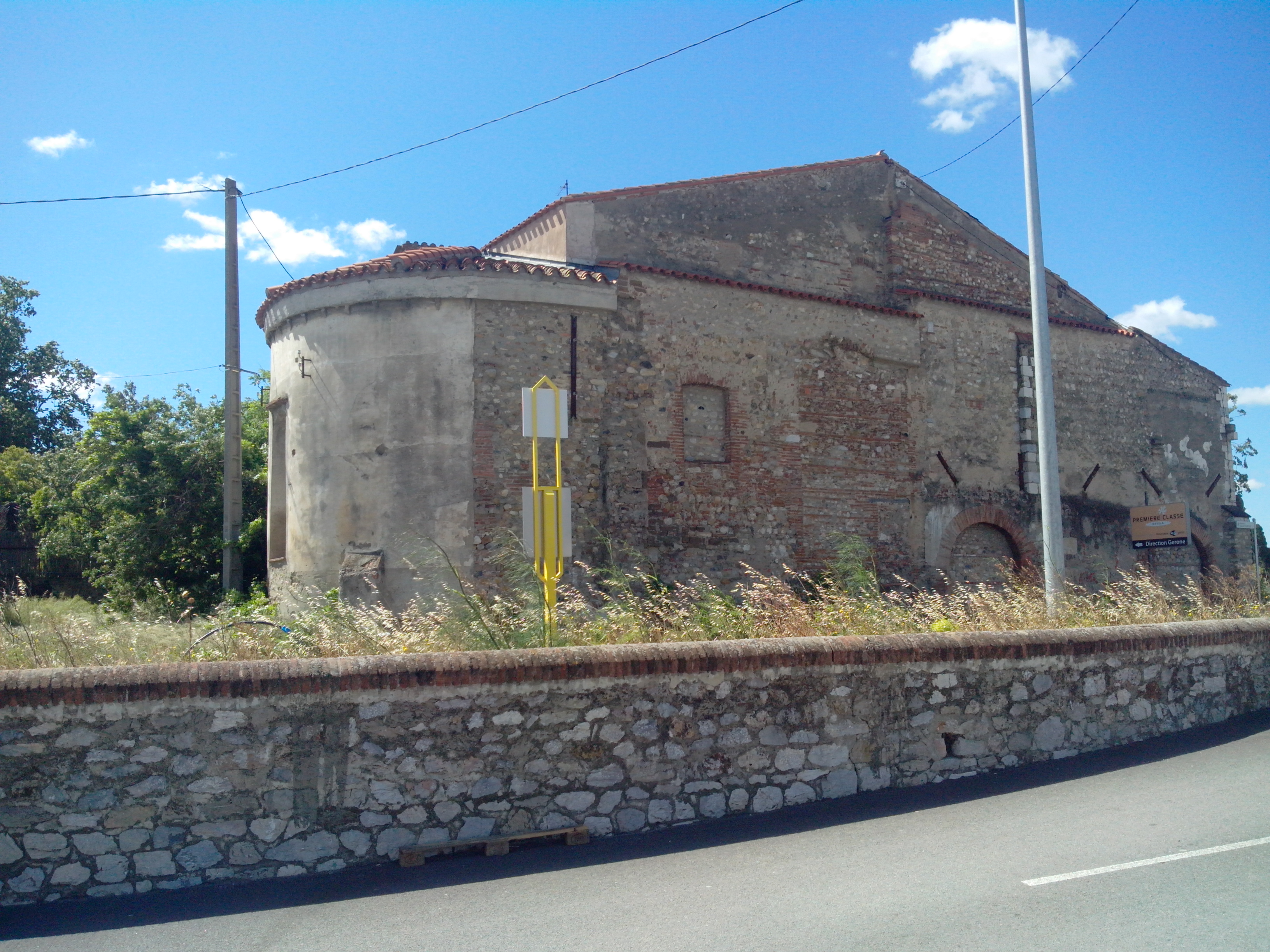
Fotografia de Sant Esteve d'Orla.

Orla és un antic poble i més antiga comanda templera del terme comunal de Perpinyà, a la comarca del Rosselló, de la Catalunya del Nord.
Està situat a prop de l'extrem occidental del terme perpinyanenc, just a migdia del gran Sant Carles Internacional, a llevant del Mas Bedòs i a ponent del Mas Orlina.
Havia estat el centre de la Comanda d'Orla, inicialment dels templers, que el segle xiv passà als hospitalers, moment en què passà a dependre de la Comanda Hospitalera de Cotlliure. Hi roman l'església de Sant Esteve d'Orla.